# 꽃잔디
꽃잔디(Phlox subulata)는 꽃고비과의 여러해살이풀이다.

## 생태
아메리카 동부 원산으로 축축한 모래땅에서 난다. 높이 12cm이다. 가지가 많이 갈라지고, 가지가 지면을 긴다. 잎은 마주나며, 길이 8-20mm, 피침형, 가장자리는 밋밋하고, 털이 있다. 꽃은 붉은색, 자홍색, 분홍색, 연한 분홍색, 흰색 등이다. 꽃받침은 깊게 5갈래, 갈래는 피침형. 화관은 통 모양, 깊게 5갈래로 갈래는 끝이 오목해진다. 열매는 삭과이다.

## 참고 문헌
- 이 문서에는 다음커뮤니케이션(현 카카오)에서 GFDL 또는 CC-SA 라이선스로 배포한 글로벌 세계대백과사전의 내용을 기초로 작성된 글이 포함되어 있습니다.